# Ines Nrehy
Tia Vino Ines Nrehy, född den 1 oktober 1993, är en ivoriansk fotbollsspelare (anfallare). Hon var en del av Elfenbenskustens trupp under världsmästerskapet i Kanada år 2015. Hon tillhör den ryska klubben Rossijanka
Ines Nrehy blev Elfenbenskustens bästa målskytt med sina tre mål när landet tog brons i afrikanska mästerskapet i Namibia år 2014.